# Magneux-Haute-Rive
Magneux-Haute-Rive – miejscowość i gmina we Francji, w regionie Owernia-Rodan-Alpy, w departamencie Loara.
Według danych na rok 1990 gminę zamieszkiwało 259 osób, a gęstość zaludnienia wynosiła 21 osób/km² (wśród 2880 gmin regionu Rodan-Alpy Magneux-Haute-Rive plasuje się na 1369. miejscu pod względem liczby ludności, natomiast pod względem powierzchni na miejscu 951.).